# 中島町 (小平市)
中島町（なかじまちょう）は、東京都小平市の地名。「丁目」の設定のない単独町名である。郵便番号は187-0033。

## 地理
小平市の西端に位置する。
東から時計回りに、小平市上水新町、立川市幸町、東大和市桜が丘、に隣接する。

### 河川
- 玉川上水

## 歴史

### 地名の由来
「中島」は、玉川上水・野火止用水・小川分水に囲まれた土地を指す地名であった。現在の中島町は、「中島」と呼ばれた地域の中の西部で、「西中島」と呼ばれていた一帯である。

## 世帯数と人口
2022年（令和4年）8月1日現在の世帯数と人口は以下の通りである。
| 町丁   | 世帯数  | 人口    |
| ------ | ------- | ------- |
| 中島町 | 893世帯 | 1,803人 |

## 小・中学校の学区
市立小・中学校に通う場合、学区は以下の通りとなる。
| 番地 | 小学校             | 中学校                 |
| ---- | ------------------ | ---------------------- |
| 全域 | 小平市立上宿小学校 | 小平市立小平第五中学校 |

## 交通

### 鉄道
| 近隣の駅                                                                                      |
| --------------------------------------------------------------------------------------------- |
| 西武拝島線 - 東大和市駅（SS 32） 西武拝島線 多摩都市モノレール線 - 玉川上水駅（SS 33）(TT 17) |

町内に鉄道駅はない。東側では東大和市駅（西武拝島線、東大和市）、西側では玉川上水駅（西武拝島線・多摩都市モノレール線、立川市）が徒歩圏内である。拝島線は中島町の北側に沿うように線路が引かれている。

### バス
西武バス「東京都薬用植物園」「中島町」バス停がある。南方向は立川駅へ、北方向は久米川駅、東村山駅、イオンモールむさし村山などに路線が伸びる。

### 道路
- 東京都道144号中島十番線

## 施設
- 東京都薬用植物園